# San Jon (Novo México)
San Jon é uma vila localizada no estado americano de Novo México, no Condado de Quay.

## Demografia
Segundo o censo americano de 2000, a sua população era de 306 habitantes.
Em 2006, foi estimada uma população de 269, um decréscimo de 37 (-12.1%).

## Geografia
De acordo com o United States Census Bureau tem uma área de 6,8 km², dos quais 6,8 km² cobertos por terra e 0,0 km² cobertos por água. San Jon localiza-se a aproximadamente 1263 m acima do nível do mar.

## Localidades na vizinhança
O diagrama seguinte representa as localidades num raio de 64 km ao redor de San Jon.